# Chouf
Pour les articles homonymes, voir Chouf (homonymie).
Pour les articles ayant des titres homophones, voir Choufe et Chouffe.

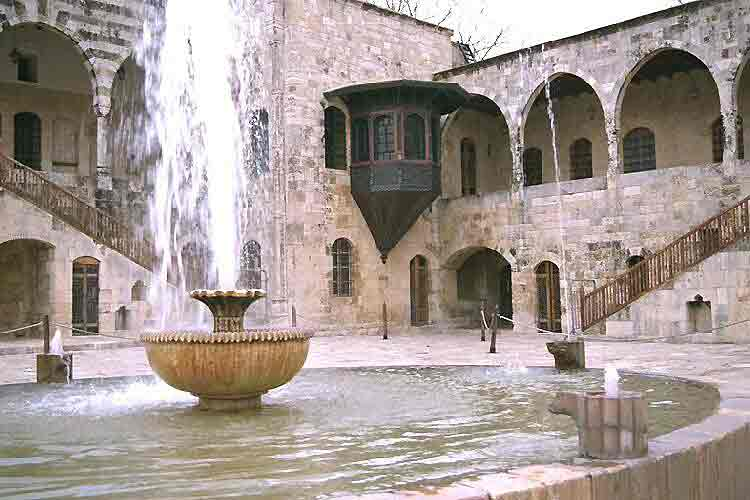
Beit-eid-Din

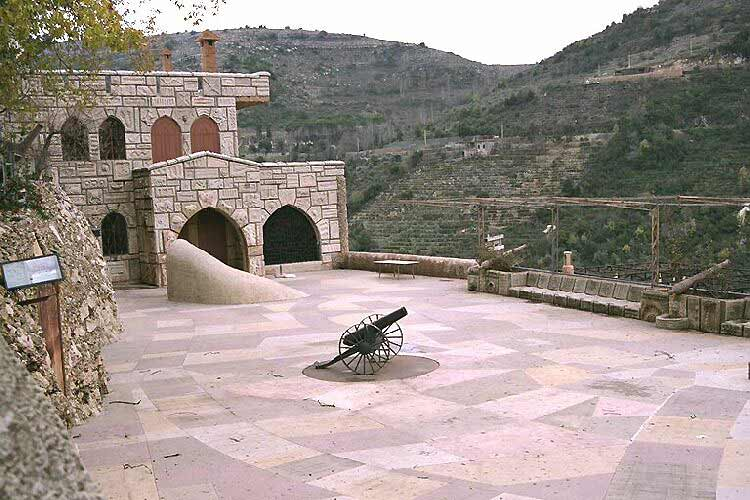
Château Moussa

Le Chouf au Liban est une région naturelle au sud-est de Beyrouth. La partie sud de la chaîne du mont Liban se compose de deux cazas suivants qui sont, du nord au sud : le caza d'Aley, et le caza du Chouf.
Le caza du Chouf est délimité au nord par le fleuve Damour, et au sud par le fleuve Nahr El Awali (issu du Nahr El Barouk).
Le Chouf est une région mixte du point de vue communautaire, avec essentiellement des Druzes et des chrétiens maronites. C'est l'un des fiefs traditionnels de la communauté druze, à côté du Wadi Taym (région de Hasbaya - Rachaya) au Liban et du djébel el-Druze en Syrie. Par son histoire, cette région personnalise le besoin d'indépendance du Liban.

## Histoire
Au XIIe siècle, le Chouf est contrôlé en partie par les Druzes et en partie par d'autres tribus musulmanes. Les chrétiens maronites et les chiites sont davantage au Nord, et bénéficient d'une indépendance relative. La montagne est le sanctuaire de minorités, dont les Druzes de la région d'Aley, qui mènent de façon pragmatique une double politique : ils cherchent à se concilier à la fois les régents musulmans de Damas et du Caire d'une part, et des principautés franques de la côte (États latins d'Orient), issues des croisades, d'autre part.
Au XIIIe siècle se côtoient les Druzes, les chiites, les Maronites auxquels s'intègrent des chrétiens melkites et jacobites, sans parler des alaouites (autres musulmans hétérodoxes). En 1305-1306, le sultan mamelouk bahrite d’Égypte An-Nâsir Muhammad ben Qalâ'ûn, sunnite, dont le père avait mis fin aux États Latins subsistants sur la côte, repousse la tentative d'invasion mongole et soumet également ces peuples qu'il considère comme des « hérétiques » : les chiites, les Druzes, les alaouites. Les Maronites se dispersent et essaiment dans toute la région.
À partir du XVIe siècle émerge l'Émirat du Mont-Liban. C'est la domination sur la région des émirs druzes du Chouf, les Maan, dont le chef, Fakhr-al-Din Ier, est un allié des Ottomans. Cette région montagneuse du Chouf commence à jouer un rôle politique, et tend à devenir une entité plus ou moins définie. Le voyageur Joannes Cotovicus note d'ailleurs à propos des Druzes : « Ce sont des montagnards actifs, belliqueux, pleins d'audace... Aux Turcs et aux musulmans, ils préfèrent les chrétiens… Quoique établis au milieu de l'Empire ottoman, ils ont réussi leur indépendance. »
Korkmaz Ier succède à son père Fakhr-al-Din I et entre en conflit avec le pouvoir central ottoman. Le sultan Murat III ordonne au gouverneur d’Égypte, Ibrahim pacha, de mener une expédition contre la montagne libanaise. L'émir Korkmaz Ier se dérobe alors dans le Chouf. Il y meurt empoisonné. Son fils Fakhr-al-Din II réussit à étendre l'Émirat du Mont-Liban ou Émirat du Chouf au-delà de la région montagneuse et à rassembler les différentes communautés, constituant ce qui peut être considéré comme une première ébauche du Liban. Il tisse des liens avec les royaumes occidentaux, se rend à Florence, et facilite l'installation des missionnaires européens.
Au XVIIIe siècle, les Chebab succèdent aux Maan. Contrairement à ces derniers, ils ne sont pas druzes mais sunnites. Ils sont écoutés des pachas de Tripoli et de Saïda, et parviennent également à maintenir un accord entre les deux principales communautés, druze et maronite. Un autre voyageur, Volney constate dans cette région un « rayon de liberté qui y luit. Là, à la différence du pays turc, chacun jouit dans la sécurité de sa propriété et de sa vie ». Plusieurs des enfants de l'émir Melhem Chebab, musulman, embrassent la religion chrétienne maronite, imité en cela par la majorité des Chehab, et par les émirs druzes de la famille Abillama. Les successeurs de Melhem sont des Maronites, dont Bachir Chehab II.
En 1842, l'Empire ottoman profite de troubles pour reprendre la main et mettre en place le double caïmacanat, une division administrative du mont Liban entre un Nord supposé maronite et un Sud supposé druze de 1840 à 1860. Impuissante à réduire les conflits religieux, cette division administrative est remplacée entre 1861 et 1915 par le moutassarifat du Mont-Liban, dont le gouverneur ottoman, mais catholique et non libanais, est secondé par un conseil multiconfessionnel. Le premier moutassarrif est arménien. Il y a huit gouverneurs en tout, entre 1861 et 1915.
À la suite des accords Sykes-Picot de 1916, la France, tente de prendre pied au Levant, et de profiter de l'écroulement et du partage de l'Empire ottoman. Elle reconstitue un territoire libanais, sous son contrôle, englobant le Chouf. C'est la période du mandat français sur la Syrie et le Liban, accordé par le conseil suprême interallié lors des négociations du Traité de Sèvres en 1920, et la création de l'État du Grand Liban. La France fait le pari d'une cohabitation possible entre les communautés de différentes confessions, en accord avec les principales communautés dont les Druzes et les Maronites, mais dans les faits donne une suprématie politique aux chrétiens maronites. Ce territoire acquiert son indépendance durant la Seconde Guerre mondiale et devient le Liban.
Dans la deuxième partie des années 1970, le leader druze Kamal Joumblatt, puis son fils Walid, n'obtenant pas une reconnaissance politique au niveau national transforme le Chouf en un mini-État Druze. mais la situation des chrétiens dans cette région devient particulièrement difficile dans les années 1980. Le territoire est occupé par les Israéliens entre septembre 1982 et septembre 1983. Lors du retrait de cette armée, les milices chrétiennes et druzes s'affrontent. Un grand nombre de familles chrétiennes choisit l'exode pour échapper à des massacres,.

## Sites touristiques
- Damour
- Château Moussa
- Beiteddine
- Deir-el-Qamar
- Baakline
- Bkerzay
- Mazraa el chouf
- Bsaba Al Chouf

## Principales familles du Chouf
- Akoum
- Ammoun
- Antoniou
- Aoun
- Azzi
- Baz
- Boustani
- Canaan
- Chakar
- Chamoun
- Chéhab
- Debeissy
- Dib-Nehmé
- Eid
- El Beaini
- Franci
- Germenou
- Haddad
- Hajjar
- Hamadé
- Joumblatt
- Nakhle
- Njei
- Loutfi
- Nakhleh

- Shams Eddine
- Takkeddine
- Talhouk
- Tabet
- Wazen